# Курнали-Амзя
Курнали-Амзя (тат. Көрнәле Әмзә) — деревня в Нурлатском районе Татарстана. Входит в состав Кульбаево-Марасинского сельского поселения.

## География
Находится на реке Гарей, в 64 км к северо-западу от города Нурлата.

## История
Основана в 1730-х годах. До 1860-х годов жители относились к сословию государственных крестьян. Занимались земледелием, разведением скота, кузнечным промыслом.
В «Списке населенных мест по сведениям 1859 года», изданном в 1866 году, населённый пункт упомянут как казённая деревня Вершина речки Амзи (Курнали-Амзя) 2-го стана Чистопольского уезда Казанской губернии. Располагалась при речке Амзе, по левую сторону торговой дороги из Чистополя в Самару, в 64 верстах от уездного города Чистополя и в 12 верстах от становой квартиры в казённом пригороде Билярске (Буляре). В деревне в 77 дворах жили 495 человек (235 мужчин и 260 женщин). Была мечеть.
В начале XX века здесь действовали кузница, 3 мелочные лавки. В этот период земельный надел сельской общины составлял 799 десятин. 
До 1920 года деревня входила в Старо-Альметевскую волость Чистопольского уезда Казанской губернии. С 1920 года в составе Чистопольского кантона ТАССР. С 10.08.1930 в Билярском, с 01.02.1963 в Октябрьском, с 10.12.1997 в Нурлатском районах.

## Население
| 1859 | 1897 | 1908 | 1920 | 1926 | 1938 | 1949 | 1958 | 1970 | 1979 | 1989 | 2002 |
| ---- | ---- | ---- | ---- | ---- | ---- | ---- | ---- | ---- | ---- | ---- | ---- |
| 495  | 746  | 940  | 924  | 2087 | 257  | 174  | 151  | 202  | 167  | 106  | 79   |

Национальный состав села — татары.

## Экономика
Полеводство, молочное скотоводство.

## Инфраструктура
В селе действует начальная школа.